# Stazione di Loughborough Junction
La stazione di Loughborough Junction è una stazione ferroviaria posta sulla ferrovia Holborn Viaduct-Herne Hill, ubicata nel quartiere di Brixton nel borgo londinese di Lambeth.

## Movimento
L'impianto è servito da treni regionali svolti da Govia Thameslink Railway e da Southeastern.